# Lac d'Arnon
Le lac d'Arnon, appelé Arnensee en allemand, est un lac artificiel situé dans l'Oberland bernois sur la commune de Gsteig en Suisse. Il est entouré de plusieurs sommets dont le Witteberghore et l'Arnehore. Le barrage en remblai, achevé en 1942, est exploité par Romande Energie. Le principal cours d'eau alimentant le lac est l'Aigue Courbe (Tschärzisbach), né au lac du col de Nové (Seeachse). Une route privée, et par conséquent payante, permet de se rendre au barrage depuis Feutersoey, on y trouve un restaurant.

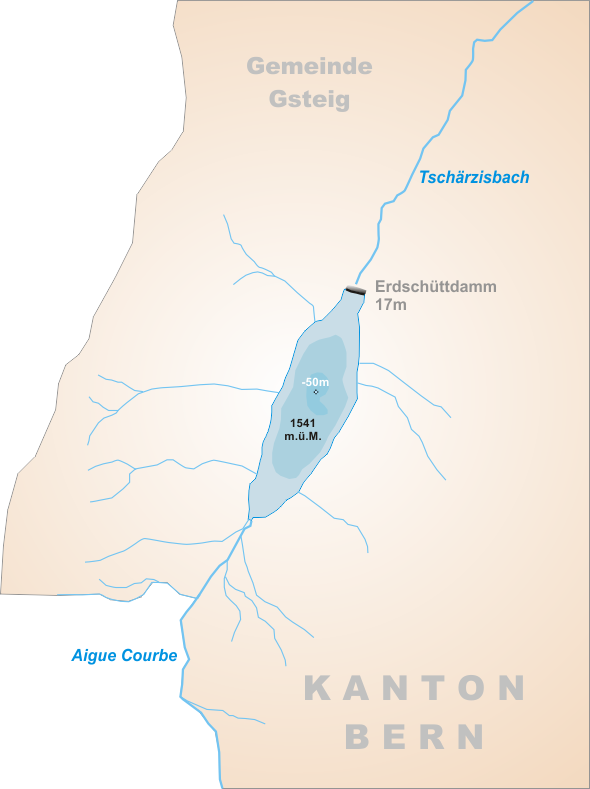
Le lac d'Arnen.

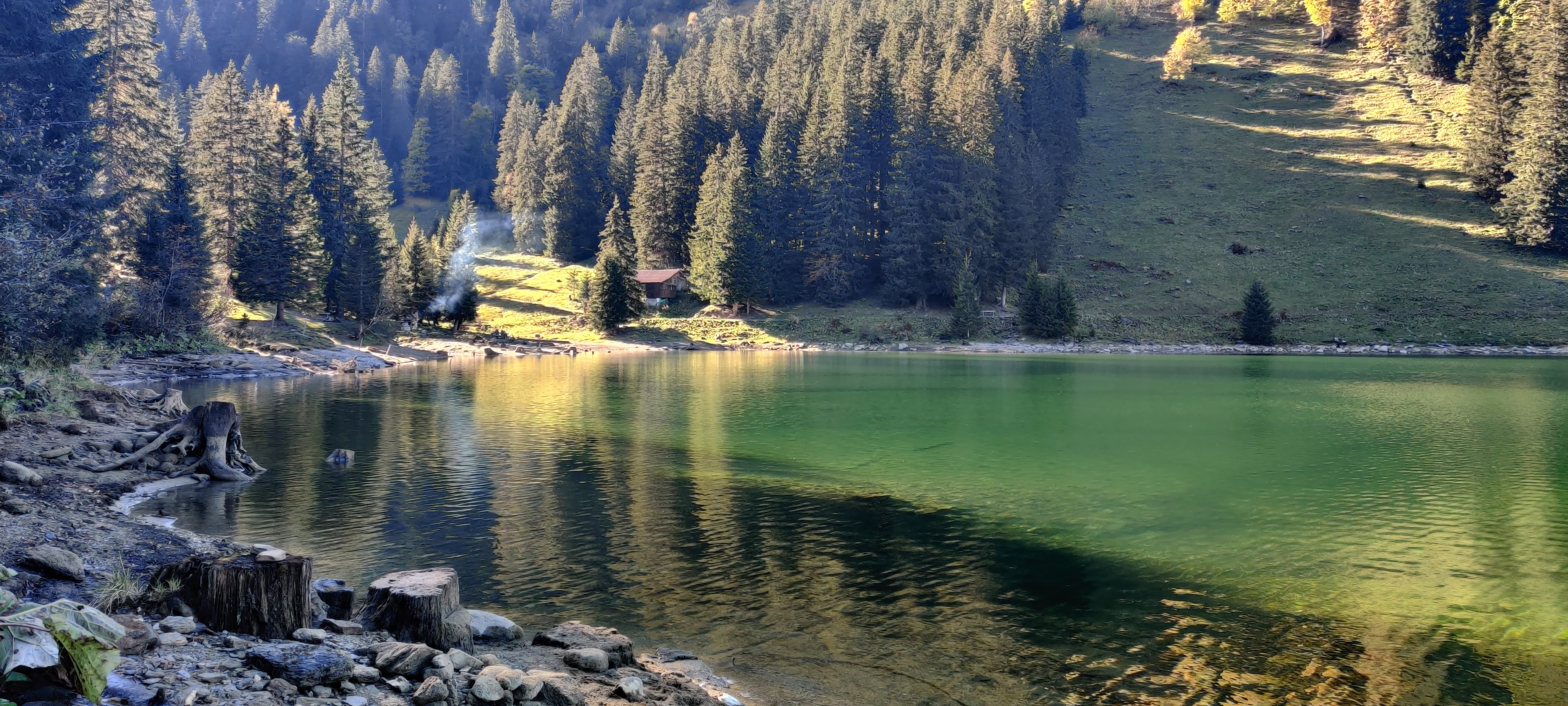